# Javier Clemente
Pour les articles homonymes, voir Clemente.
Javier Clemente Lázaro, né le 12 mars 1950 à Barakaldo (Pays basque, Espagne), est un entraîneur espagnol de football.

## Carrière
Une grave blessure mit fin à sa carrière de joueur en 1971 alors que Clemente n'est âgé que de 21 ans. Avant cela, il avait remporté la Coupe d'Espagne en 1969 avec l'Athletic Bilbao.
Comme entraîneur, il remporta deux fois le championnat d'Espagne avec l'Athletic Bilbao en 1983 et 1984. Il demeure l'entraîneur le plus jeune à avoir gagné la Liga. En 1988, il mène l'Espanyol en finale de la Coupe UEFA.
Javier Clemente a été sélectionneur de l'équipe d'Espagne entre 1992 et 1998, puis de la Serbie entre 2006 et 2007. Lors de la saison 2000-2001, il a entraîné l'Olympique de Marseille. Il a remporté à trois reprises le Prix Don Balón de meilleur entraîneur de la Liga.
Le 6 avril 2010, il a été nommé entraîneur du Real Valladolid en remplacement d'Onésimo Sánchez. Le 17 août 2010, il succède à Paul Le Guen en étant nommé sélectionneur des Lions Indomptables du Cameroun.
Le 24 octobre 2011, il est licencié par la fédération camerounaise de football après avoir échoué dans sa mission de qualifier l'équipe pour la phase finale de la Coupe d'Afrique des nations 2012.
En février 2012, il prend les rênes du Sporting de Gijón en remplacement de Manuel Preciado. Le 17 mars 2012, Clemente fête son 500e match comme entraîneur en première division du football espagnol.
En septembre 2013, il conclut un « accord de principe » avec le président de la Fédération libyenne de football (FLF) Anouar al-Tachani, pour entraîner l'équipe nationale pendant deux ans à partir d'octobre 2013. Il est limogé le 9 octobre 2016 à la suite d'une défaite 4 à 0 face au Congo.

## Palmarès
Joueur
- Coupe d'Espagne : 1969.

Entraîneur
- Championnat d'Espagne : 1983 et 1984.
- Coupe d'Espagne : 1984.
- Supercoupe d'Espagne : 1984.
- Finaliste Coupe UEFA : 1988.
- Championnat d'Afrique des nations de football :  2014.

Distinctions individuelles
- Prix Don Balón de meilleur entraîneur de la Liga : 1983, 1984 et 1987.